# Arnold Deschwanden

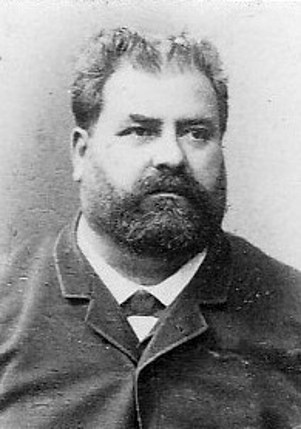
Arnold Deschwanden

Arnold Deschwanden (* 11. März 1847 in Stans; † 15. Mai 1905 ebenda) war ein Schweizer Politiker. Von 1904 bis 1905 gehörte er als Vertreter der Liberalen dem Regierungsrat des Kantons Nidwalden an.

## Leben
Arnold Deschwanden wurde als Sohn des Schreinermeisters Alois (von) Deschwanden und dessen dritter Ehefrau Josefa Gander in der Tiefe in Stans geboren. Er besuchte in seinem Geburtsort die Schule und eröffnete anschliessend ein Eisenwarengeschäft. Im Militär brachte er es bis Rang eines Hauptmanns und Regimentquartiermeisters. Im Jahr 1890 wurde Deschwanden Zivilstandsbeamter des Kreises Stans und 1896 Zeughausverwalter.
Sein erstes politisches Amt war seine Mitgliedschaft im Nidwaldner Obergericht. In diesem Gremium blieb Arnold Deschwanden ab 1890 bis zu seinem Tode 1905 und brachte es bis zum Vizepräsidenten. Im Jahr 1896 wurde er Ratsherr im Landrat, in dem er bis zu seiner Wahl zum Regierungsrat blieb. Die Landsgemeinde 1904 wählte ihn in die Nidwaldner Regierung. Dort blieb er nur knapp ein Jahr Mitglied bis zu seinem unerwarteten Tod durch Herzversagen.
Arnold Deschwanden heiratete am 15. November 1879 in Stans Katharina Wagner. Aus dieser Ehe stammen vier Kinder (je zwei Söhne und Töchter). Der ältere Sohn Arnold starb 1918 an der Grippe. Sein zweiter Sohn Werner Deschwanden wurde ebenfalls Regierungsrat.
Deschwanden trat oft im Theater Stans auf. Er war zudem Präsident der Ersparniskasse Nidwalden.

## Quelle
- Altes Stammbuch. Band X, von Deschwanden I, 11 (Seite 5).